# Варден, Норма
Норма Варден (англ. Norma Varden, 20 января 1898, Лондон, Великобритания — 19 января 1989, Санта-Барбара, Калифорния, США) — англо-американская актриса.

## Биография
Родилась в Лондоне в семье отставного капитана дальнего плавания. Прежде чем стать актрисой, Варден училась в Париже игре на фортепиано и некоторое время выступала в Англии. Затем она изучала актёрское мастерство в Гилдхоллской школе музыки и театра, а её дебют состоялся в постановке «Питер Пэн» в роли миссис Дарлинг. В 1920 году Варден впервые появилась на «Вест-Энде» в пьесе «Вечный жид», а в начале 1930-х стартовала её кинокарьера.
После ряда второстепенных, но ярких ролей, её заметили голливудские продюсеры, и в начале 1940-х актриса переехала в США. В последующие годы она снялась там в десятке кинокартин, среди которых «Незнакомцы в поезде» (1950), «Джентльмены предпочитают блондинок» (1953), «Свидетель обвинения» (1957), «Звуки музыки» (1965) и «Доктор Дулиттл» (1967). Помимо этого она много работала на телевидении, где у неё были роли в сериалах «Я люблю Люси», «Деревенщина из Беверли-Хиллз», «Бэтмен», «Перри Мэйсон» и «Моя жена меня приворожила».
В 1949 году Варден приняла американское гражданство. Актриса скончалась 19 января 1989 года от сердечной недостаточности в Санта-Барбаре, штат Калифорния, за день до своего 91-го дня рождения.